# Tatsuya Tsuruta
Tatsuya Tsuruta (jap. 鶴田 達也 Tsuruta Tatsuya; ur. 9 września 1982) – japoński piłkarz występujący na pozycji bramkarza.

## Kariera klubowa
Od 2001 do 2012 roku występował w klubach Shimizu S-Pulse, Ventforet Kofu, Ehime FC i Kataller Toyama.